# Байсангуров, Саламбек Мусаевич
Саламбе́к Мусаевич Байсангу́ров (род. 4 марта 1990, Самашки, Чечено-Ингушская АССР) — российский боксёр-профессионал чеченского происхождения. Выступал в весовой категории до 80 кг. Тренировался под руководством своего дяди Увайса Байсангурова. В своём первом бою 15 ноября 2008 года Байсангуров победил единогласным решением украинца Сергея Мантулова. По состоянию на 2017 год Байсангуровым было проведено 9 боёв, из которых он выиграл 8 (из них четыре — нокаутом). 

## Статистика боёв
| # | Результат | Дата                 | Соперник                     | Место проведения   | Раунд | Метод                |
| - | --------- | -------------------- | ---------------------------- | ------------------ | ----- | -------------------- |
| 9 | Поражение | 26 августа 2017 года | Йоанн Конголо · Швейцария    | Литва, Вильнюс     | 10/10 | Решение большинства  |
| 8 | Победа    | 27 мая 2017 года     | Константин Питернов · Россия | Россия, Москва     | 8/8   | Единогласное решение |
| 7 | Победа    | 23 апреля 2016 года  | Владимир Романенко · Украина | Украина, Киев      | 3/4   | Технический нокаут   |
| 6 | Победа    | 31 июля 2010 года    | Александр Червяк · Украина   | Беларусь, Минск    | 6/6   | Единогласное решение |
| 5 | Победа    | 26 июня 2010 года    | Андрей Агеев · Украина       | Украина, Одесса    | 2/6   | Технический нокаут   |
| 4 | Победа    | 19 декабря 2009 года | Николай Коренев · Украина    | Украина, Запорожье | 4/4   | Единогласное решение |
| 3 | Победа    | 15 августа 2009 года | Семён Морошек · Латвия       | Россия, Грозный    | 2/4   | Технический нокаут   |
| 2 | Победа    | 30 мая 2009 года     | Андрей Монахов · Украина     | Украина, Киев      | 1/4   | Нокаут               |
| 1 | Победа    | 15 ноября 2008 года  | Сергей Мантулов · Украина    | Украина, Киев      | 4/4   | Единогласное решение |

## Семья
- Увайс Байсангуров — дядя и тренер;
- Байсангуров, Заурбек Мусаевич (1985) — брат;
- Байсангуров, Хасан Увайсович (1997) — двоюродный брат;
- Байсангуров, Хусейн Увайсович (1994) — двоюродный брат.